# Kometförlaget
Kometförlaget var ett svenskt förlag, verksamt 1954–1979.
Förlaget utgav serier som Kometdeckaren och Mustang, vilka på 1970-talet övertogs av B. Wahlströms bokförlag. Förlaget gav i slutet av 1950-talet ut Nordlandsserien i tolv band innehållande romaner av författare som Rex Beach, James Oliver Curwood och William B. Mowery och där åtminstone två böcker handlade om Kanadas ridande polis. Förlaget gav 1968 även ut Filmbiblioteket.